# 観音寺 (館林市)
観音寺（かんのんじ）は、群馬県館林市にある新義真言宗の寺院。

## 歴史
1532年（天文元年）、荒井八左衛門の開基である。元々は別の場所に位置していたが、江戸時代に現在地に移転した。
明治初期、現在の館林市立第九小学校の前身である「敬業学舎」が当寺に開校している。
現在の本堂は1937年（昭和12年）に新築されたものである。

## 交通アクセス
- 渡瀬駅より徒歩6分。